# Callistethus kolbei
Callistethus kolbei är en skalbaggsart som beskrevs av Ohaus 1897. Callistethus kolbei ingår i släktet Callistethus och familjen Rutelidae. Inga underarter finns listade.